# Louis-Denis Péan de Saint-Gilles
Louis-Denis Péan de Saint-Gilles (2 janvier 1764 à Paris - 7 juin 1829 à Paris) est un homme politique français.

## Biographie
Descendant d'une dynastie de ciriers du Roi qui avaient fondé la manufacture royale des cires, il était aussi petit-neveu de Jean-Denis Cochin (1726-1783). 
Agent de change à Paris, il était membre du collège électoral du département de la Seine sous Napoléon Ier et maire du 5e arrondissement de Paris de 1808 à 1816. 
Il fut élu, le 7 mai 1815, représentant de la Seine à la Chambre des Cent-Jours, au grand collège. Après la session de cette assemblée, Péan de Saint-Gilles rentra dans la vie privée. Il fut remplacé, comme maire du 5e arrondissement, par Walckenaër. Il devient par la suite maire du 7e arrondissement de Paris, entre 1818 et 1829.
Il s'était porté acquéreur en 1797 de l'hôtel de Rohan-Guémené place des Vosges, après la spectaculaire banqueroute de cette famille.
Le peintre Prud'hon a laissé un très beau portrait de son épouse Adélaïde Julie Vanglenne.
Sa fille Adélaïde épousa Angélique Charles Bellanger, notaire, qui logea Victor Hugo place des Vosges. La deuxième fille, Henriette, épousa en premières noces le vicomte Étienne-Magloire Frochot, fils de Nicolas Frochot, et en secondes noces Antoine François Passy.
Il est inhumé, en compagnie de son épouse et de sa fille Adélaïde, au cimetière du Père-Lachaise (40e division).

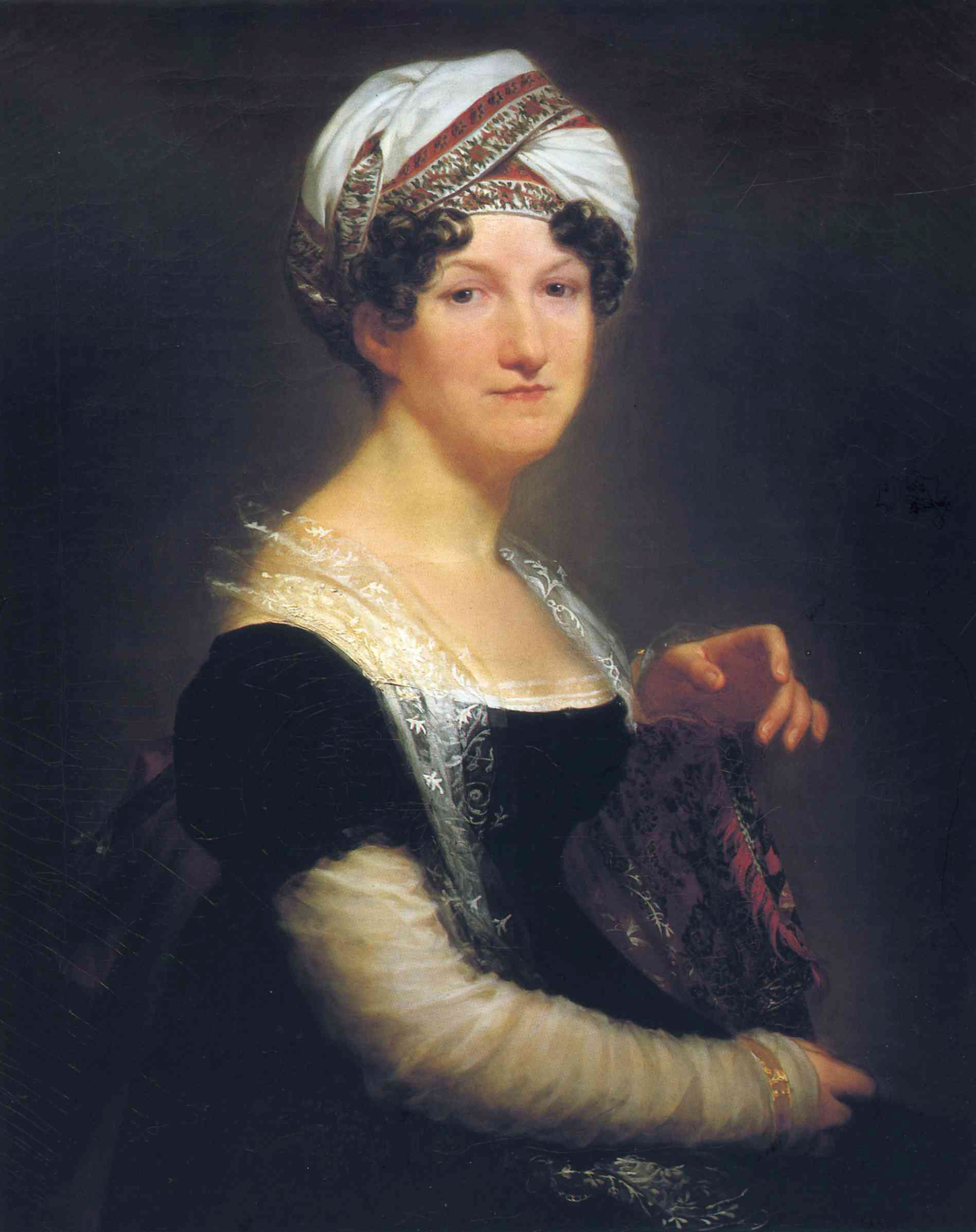
Adélaïde Julie Vanglenne (1772-1847)
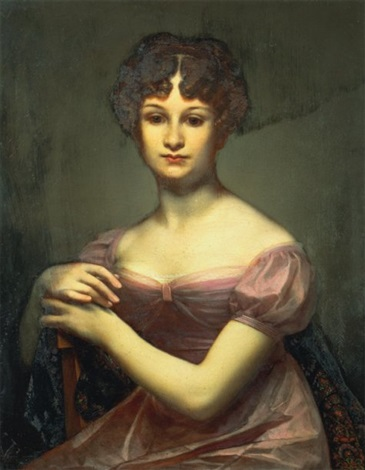
Henriette